# Gabrielle Onguéné

Gabrielle Onguéné (2015)

Gabrielle Aboudi Onguéné, född den 25 februari 1989, är en kamerunsk fotbollsspelare (anfallare) som spelar för CSKA Moskva och det kamerunska landslaget. Hon har representerat Kamerun i flera stora mästerskap: OS i London 2012 (där hon blev Kameruns enda målskytt), VM i Kanada år 2015 och VM i Frankrike år 2019. I 2015 års turnering blev hon målskytt både i den inledande gruppspelsmatchen mot Ecuador (6-0) och i 2-1-segern mot Schweiz som tog Kamerun till åttondelsfinal.
Onguéné utsågs till turneringens bästa spelare i det afrikanska mästerskapet år 2016.